# Guillermo Huerta
Guillermo Huerta Huitrón (ur. 3 lipca 1966 w mieście Meksyk) – meksykański piłkarz występujący na pozycji środkowego obrońcy, obecnie trener. Jego teść Moacyr również był piłkarzem.

## Kariera klubowa
Huerta pochodzi ze stołecznego miasta Meksyk i jest wychowankiem tamtejszego zespołu Club América. Do seniorskiej drużyny został włączony jako dwudziestolatek przez argentyńskiego szkoleniowca Miguela Ángela Lópeza i w meksykańskiej Primera División zadebiutował 29 sierpnia 1986 w zremisowanym 0:0 meczu z Necaxą. Podczas swoich premierowych rozgrywek pełnił funkcję głębokiego rezerwowego, lecz już po roku wywalczył sobie miejsce w wyjściowym składzie i 12 września 1987 w wygranej 2:1 konfrontacji z Monterrey strzelił swojego pierwszego gola w najwyższej klasie rozgrywkowej. W tym samym roku jako podstawowy stoper triumfował z Américą w najbardziej prestiżowych rozgrywkach północnoamerykańskiego kontynentu – Pucharze Mistrzów CONCACAF, natomiast w sezonie 1987/1988 zanotował z drużyną prowadzoną przez Jorge Vieirę mistrzostwo Meksyku oraz zdobył superpuchar kraju – Campeón de Campeones. Obydwa te sukcesy powtórzył również podczas rozgrywek 1988/1989, kiedy to po raz drugi i ostatni został mistrzem kraju oraz triumfował w superpucharze Meksyku.
W 1990 roku Huerta drugi raz wywalczył z Américą północnoamerykański Puchar Mistrzów, natomiast w sezonie 1990/1991 zdobył ze swoim zespołem wicemistrzostwo Meksyku i dotarł do finału krajowego pucharu – Copa México, będąc już jednak przeważnie rezerwowym defensorem. Ostatni sukces w barwach swojego macierzystego klubu wywalczył w 1992 roku, po raz trzeci triumfując w Pucharze Mistrzów CONCACAF. Ogółem w Américe spędził osiem lat, lecz przez ostatnie dwanaście miesięcy pobytu w ekipie ani razu nie pojawił się na ligowych boiskach, wobec czego w lipcu 1994 zdecydował się na odejście do klubu Monarcas Morelia. Tam występował przez następny rok, nie potrafiąc nawiązać do osiągnięć odnoszonych w Américe, po czym w wieku 29 lat zakończył profesjonalną karierę piłkarską.

## Kariera reprezentacyjna
W 1985 roku Huerta został powołany przez szkoleniowca Jesúsa del Muro do reprezentacji Meksyku U-20 na Młodzieżowe Mistrzostwa Świata w ZSRR. Tam miał niepodważalne miejsce w wyjściowej jedenastce i rozegrał wszystkie cztery spotkania od pierwszej do ostatniej minuty, nie wpisując się na listę strzelców. Meksykanie zanotowali trzy zwycięstwa w grupie i awansowali do dalszej fazy turnieju, jednak ostatecznie odpadli ze światowego czempionatu w ćwierćfinale.
W seniorskiej reprezentacji Meksyku Huerta zadebiutował za kadencji selekcjonera Mario Velarde, 29 marca 1988 w wygranym 8:0 meczu towarzyskim z Salwadorem. Swój bilans w drużynie narodowej zamknął ostatecznie na trzech rozegranych spotkaniach, wszystkich sparingowych, nie zdobywając żadnej bramki.

## Kariera trenerska
Po zakończeniu kariery piłkarskiej Huerta został zatrudniony jako szkoleniowiec w akademii młodzieżowej swojego macierzystego zespołu Club América. Przez następne lata pracował tam z różnymi kategoriami wiekowymi; był asystentem Juana Antonio Luny w drugoligowych rezerwach klubu – Tigrillos UANL Coapa, trenerem czwartoligowych rezerw, a w 2009 roku prowadził trzecioligowe rezerwy o nazwie América Coapa, z którymi wygrał rozgrywki Liga de Nuevos Talentos. Później trenował również ekipę Amériki U-17, jednak największe sukcesy odnosił z drużyną U-20, którą trzykrotnie poprowadził do młodzieżowego mistrzostwa Meksyku (Apertura 2010, Clausura 2011, Clausura 2012) oraz w 2011 roku do półfinału Copa Libertadores U-20, mając w składzie przyszłych reprezentantów kraju, takich jak George Corral, Raúl Jiménez czy Diego Reyes.
W maju 2013 Huerta został szkoleniowcem reaktywowanej drużyny CD Zacatepec, występującej w drugiej lidze meksykańskiej, którą prowadził przez następne dziewięć miesięcy z bardzo słabymi wynikami; w 24 spotkaniach zdołał odnieść zaledwie dwa zwycięstwa.